# Motofumi Ohashi
Motofumi Ohashi (født 24. juni 1987) er en japansk fodboldspiller.
Han har spillet for flere forskellige klubber i sin karriere, herunder Zweigen Kanazawa.